# Bursera microphylla
Bursera microphylla là một loài thực vật có hoa trong họ Burseraceae. Loài này được A.Gray mô tả khoa học đầu tiên năm 1861.

## Hình ảnh

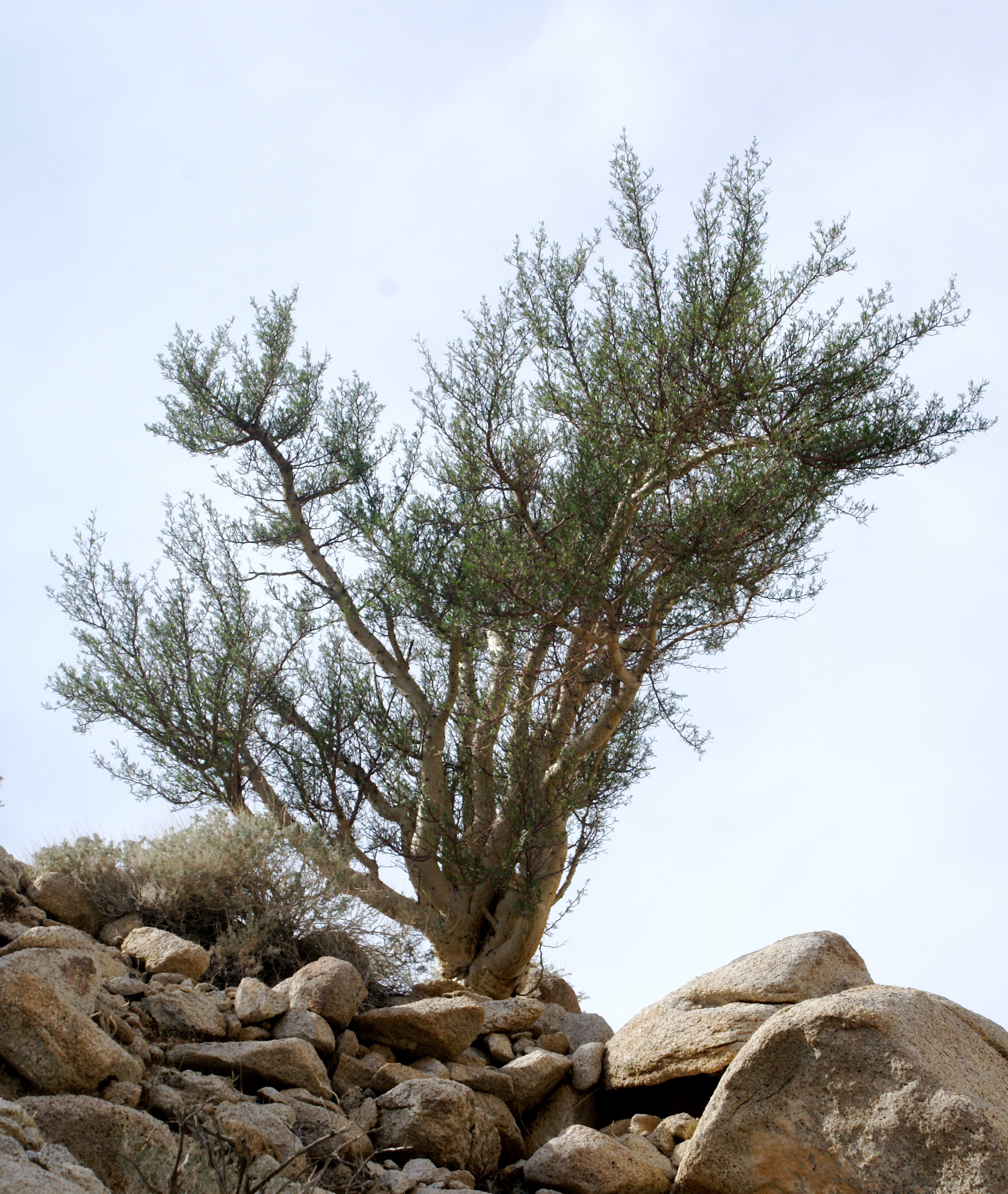
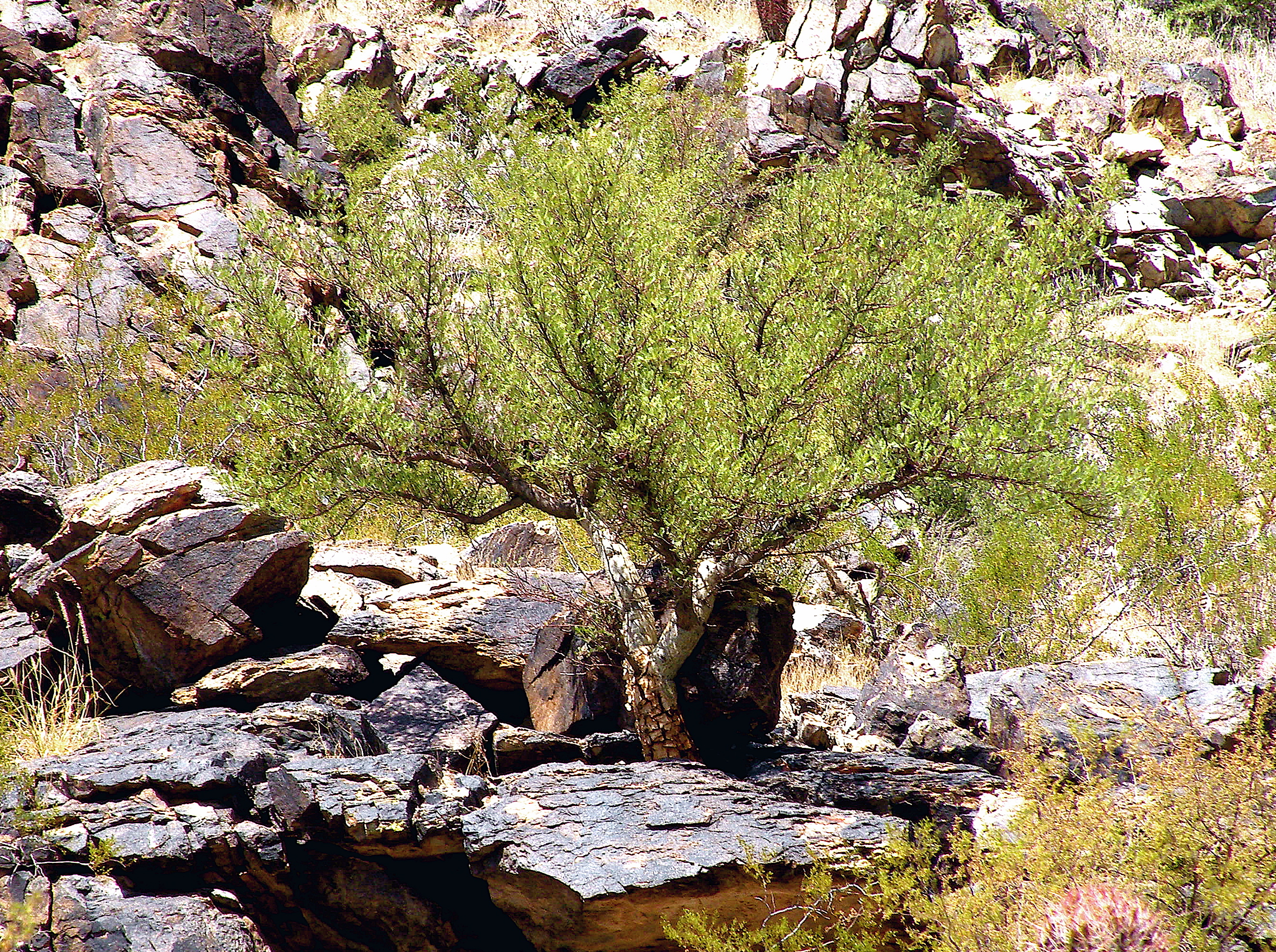
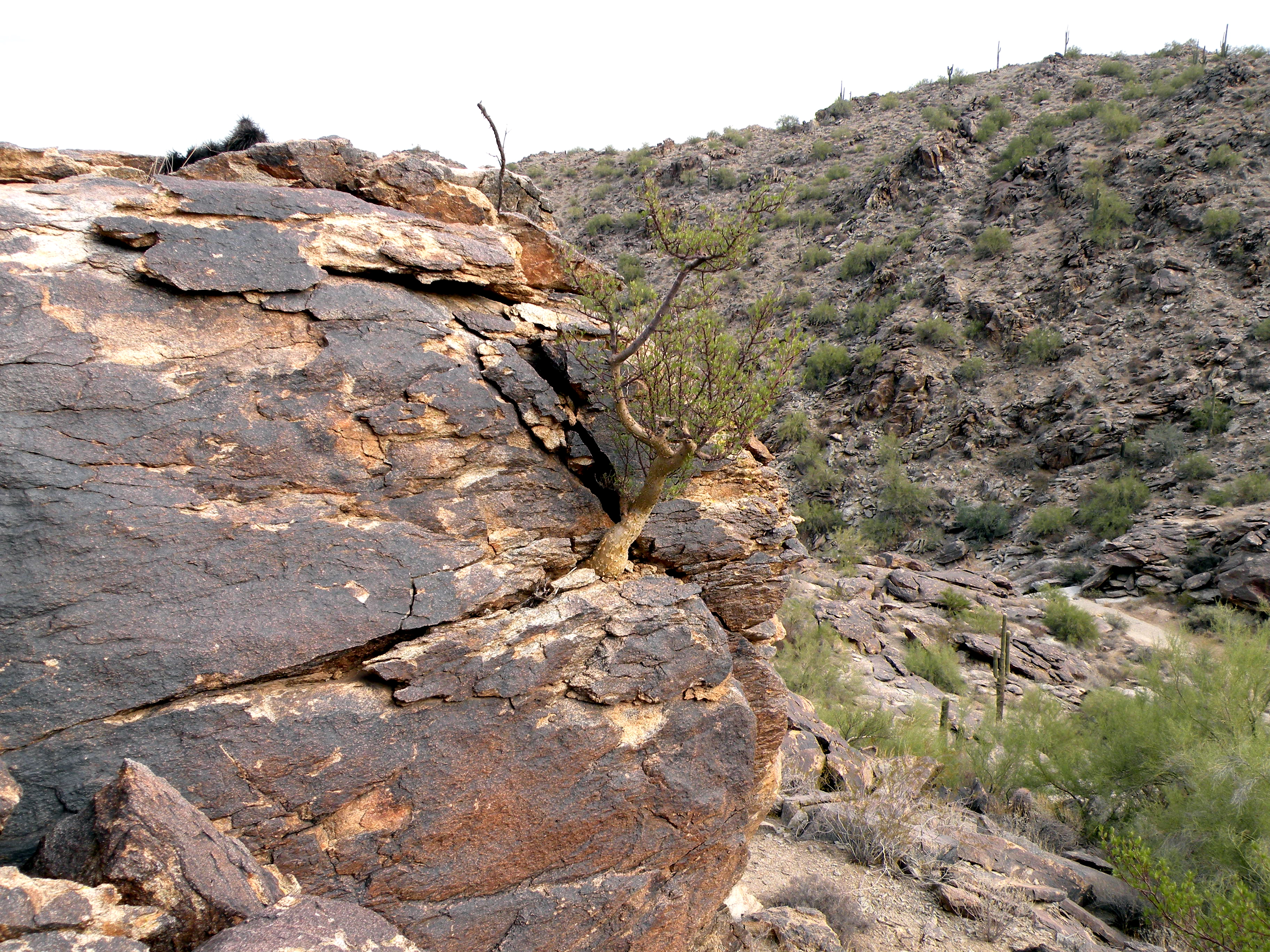
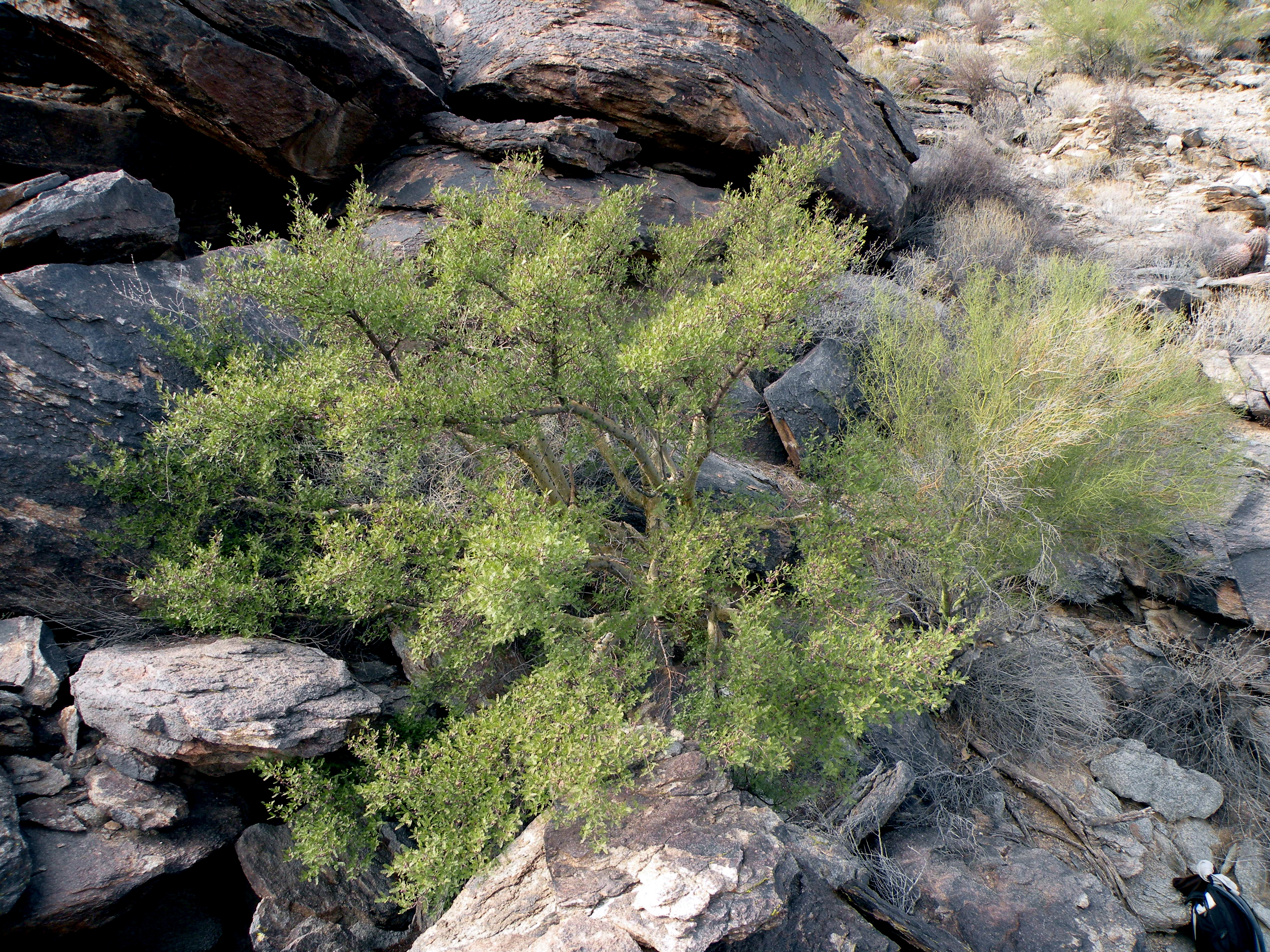